# Epidendrum stolidium
Epidendrum stolidium är en orkidéart som beskrevs av Eric Hágsater. Epidendrum stolidium ingår i släktet Epidendrum och familjen orkidéer.
Artens utbredningsområde är Panamá. Inga underarter finns listade i Catalogue of Life.